# Palazzo Capponi Casali Dall'Olio Antonelli

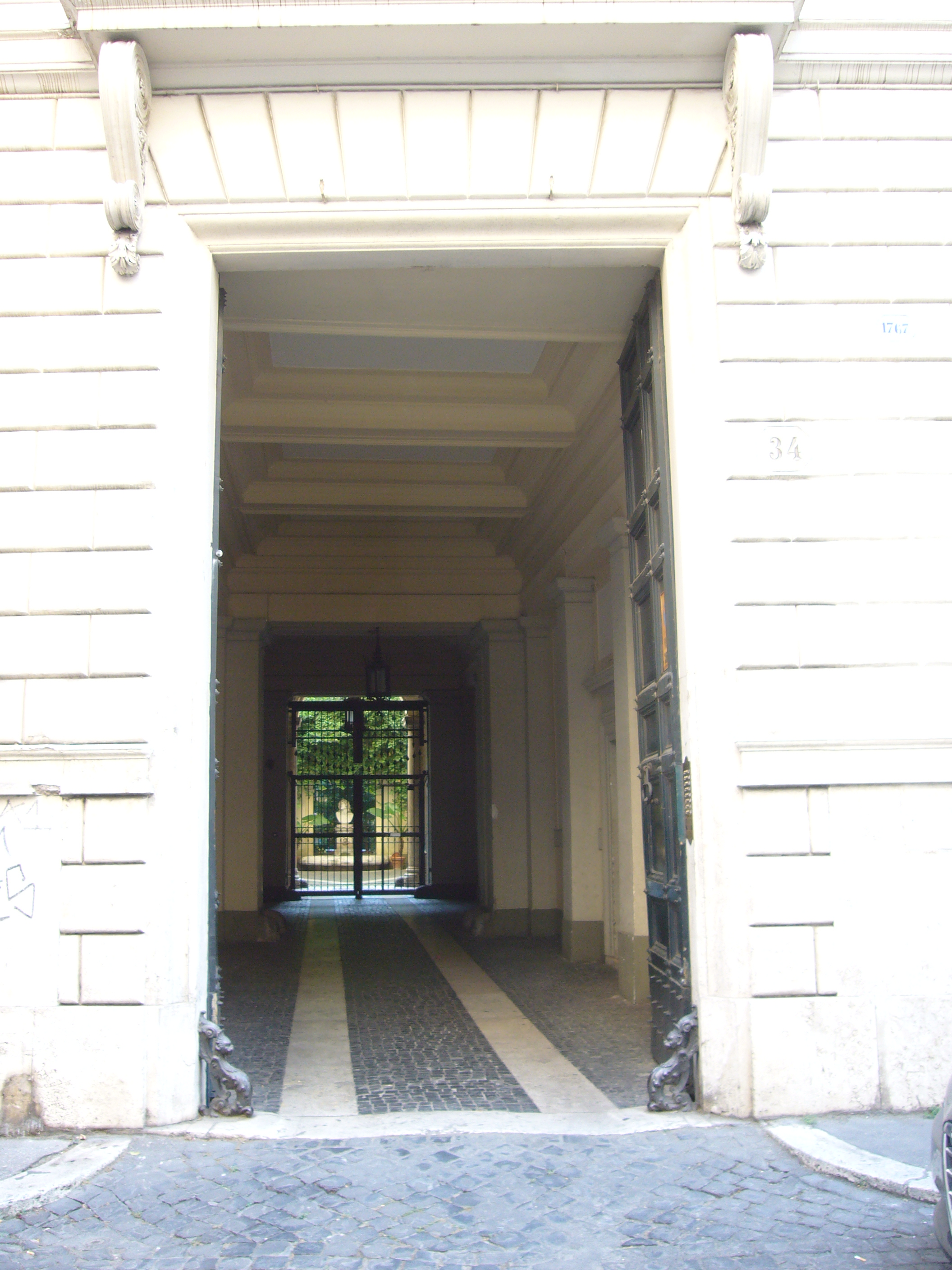
Portal do palácio na Via di Monserrato.

Palazzo Capponi Casali Dall'Olio Antonelli é um palácio neorrenascentista localizado no número 34 da Via di Monserrato, no rione Regola de Roma, bem em frente à igreja de Santa Maria in Monserrato degli Spagnoli.

## História
A história original deste palácio remonta ao século XVI, quando a estrutura era propriedade da família Capponi, de florentinos que se mudaram para Roma, resquícios dos quais ainda estão no pátio interno e traços nas janelas em travertino. No século seguinte, a propriedade passou para a família bolonhesa dos Casali, que a reformaram e deixaram sua marca num brasão. O edifício atual é de 1840, quando a propriedade passou para Domenico Dall'Olio, que encomendou a obra a Virginio Vespignani, que englobou a antiga estrutura em uma casa vizinha. Muito bonito, o piso térreo rusticado se abre em três portais com elegantes arquitraves e duas janelas. O restante da fachada se desenvolve em dois pisos acima de cornijas marcapiano com um mezzanino entre eles. As janelas do primeiro piso repetem, de forma reduzida, na arquitrave o motivo das mísulas dos portais. O palácio foi adquirido no final do século XIX pelos Antonelli, a família do cardeal Giacomo Antonelli, secretário de estado do papa Pio IX.